# العلاقات الإيرانية الغانية
العلاقات الإيرانية الغانية هي العلاقات الثنائية التي تجمع بين إيران وغانا.

## مقارنة بين البلدين
هذه مقارنة عامة ومرجعية للدولتين:
| وجه المقارنة                                              | إيران                    | غانا         |
| --------------------------------------------------------- | ------------------------ | ------------ |
| المساحة (كم2)                                             | 1.65 مليون               | 238.53 ألف   |
| عدد السكان (نسمة)                                         | 79.97 مليون              | 26.91 مليون  |
| الكثافة السكانية (ن./كم²)                                 | 48.47                    | 112.82       |
| العاصمة                                                   | طهران                    | أكرا         |
| اللغة الرسمية                                             | لغة فارسية               | لغة إنجليزية |
| العملة                                                    | ريال إيراني              | سيدي غاني    |
| الناتج المحلي الإجمالي (بليون دولار)                      | 439.51 مليار             | 47.33 مليار  |
| الناتج المحلي الإجمالي (تعادل القوة الشرائية) بليون دولار | 1.36 تريليون             | 115.41 مليار |
| الناتج المحلي الإجمالي الاسمي للفرد دولار أمريكي          |                          | 1.37 ألف     |
| الناتج المحلي الإجمالي للفرد دولار أمريكي                 |                          | 4.08 ألف     |
| مؤشر التنمية البشرية                                      | 0.766                    | 0.579        |
| رمز المكالمات الدولي                                      | +98                      | +233         |
| رمز الإنترنت                                              | .ir،                     | .gh          |
| المنطقة الزمنية                                           | ت ع م+03:30، توقيت إيران | 00           |

## منظمات دولية مشتركة
يشترك البلدان في عضوية مجموعة من المنظمات الدولية، منها:
| علم المنظمة | اسم المنظمة                                                | تاريخ انضمام إيران | تاريخ انضمام غانا |
| ----------- | ---------------------------------------------------------- | ------------------ | ----------------- |
|             | مؤسسة التنمية الدولية                                      | 10 أكتوبر 1960     | 29 ديسمبر 1960    |
|             | يونسكو                                                     | 6 سبتمبر 1948      | 11 أبريل 1958     |
|             | وكالة ضمان الاستثمار متعدد الأطراف                         | 15 ديسمبر 2003     | 29 أبريل 1988     |
|             | الأمم المتحدة                                              | 24 أكتوبر 1945     | 8 مارس 1957       |
|             | العملية المشتركة للاتحاد الأفريقي والأمم المتحدة في دارفور | ?                  | ?                 |
|             | الفريق المعني برصد الأرض                                   | ?                  | ?                 |
|             | الاتحاد البريدي العالمي                                    | ?                  | ?                 |
|             | البنك الدولي للإنشاء والتعمير                              | 29 ديسمبر 1945     | 20 سبتمبر 1957    |
|             | منظمة حظر الأسلحة الكيميائية                               | ?                  | ?                 |
|             | مؤسسة التمويل الدولية                                      | 28 ديسمبر 1956     | 3 أبريل 1958      |
|             | منظمة الشرطة الجنائية الدولية                              | ?                  | ?                 |

## وصلات خارجية
- موقع وزارة الخارجية الإيرانية
- موقع وزارة الخارجية الغانية